# Cleora samoana
Cleora samoana là một loài bướm đêm trong họ Geometridae.